# Сільський лікар (фільм, 1951)
«Сільський лікар» — радянський художній фільм, знятий в 1951 році, кіноповість. Прем'єра відбулася 17 січня 1952 року.

## Сюжет
Випускниця медичного інституту Тетяна Казакова приїхала за розподілом до села Гарячі Ключі. Вона намагається довести свою профпридатність маленькому, але досить професійному колективу лікарні, яку очолює 76-річний лікар Арсеньєв. Гострий розум та надмірна підозрілість якого стають основною причиною недовгого розбрату між колегами.

## В ролях
- Тамара Макарова — Тетяна Миколаївна Казакова, лікарка
- Григорій Бєлов — Арсеній Іванович Арсеньєв, лікар
- Всеволод Санаєв — Микола Петрович Коротков, секретар райкому
- Василь Капустін — Іван Денисович Поспєлов, агроном
- Іван Кузнєцов — Павло Якимович Балашов, голова колгоспу
- Анатолій Дудоров — Анатолій Олексійович Тьомкін, лікар
- Олександр Смирнов — Скворцов
- Віктор Ключар — Андрій Андрійович Кулик, завідувач райздороввідділом
- Олександра Панова — Софія Савівна, санітарка
- Інна Макарова — Баранова
- Олеся Іванова — Іра, медсестра
- Клавдія Хабарова — Нюра, медсестра
- Олександра Харитонова — Шура, медсестра
- Володимир Гуляєв — Віктор Павлович Кащук, завгосп
- Микола Сморчков — Женя Струков, колгоспник
- Валентина Телегіна — тітка Паша, санітарка
- Олена Максимова — тітка Феня, санітарка
- Борис Лісовий — Денис Васильович Поспєлов
- Олена Ануфрієва — Пєтухова, пацієнтка
- Катерина Савінова — Дуся Поспєлова, сестра Івана Денисовича
- Клара Рум'янова — Олена Зуєва, дружина Жені Струкова (дебют у кіно)
- Іван Косих — Федір, наречений Дусі
- Віра Бурлакова — секретар
- Костянтин Нассонов — попутник Тетяни (немає в титрах)
- Володимир Маренков — Комов, тракторист (немає в титрах)
- Ольга Маркіна — секретар зборів (немає в титрах)
- Григорій Михайлов — епізод (немає в титрах)
- Олена Вольська — медсестра (немає в титрах)
- Алевтина Рум'янцева — медсестра (немає в титрах)
- Георгій Мілляр — Дмитро Васильович, хворий (немає в титрах)
- Юрій Саранцев — кухар на жнивах (немає в титрах)
- Маргарита Жарова — медсестра (немає в титрах)
- Єлизавета Кузюріна — гостя на весіллі (немає в титрах)
- Микола Рибников — гість на весіллі (немає в титрах)
- Римма Шорохова — епізод (немає в титрах)
- Валентина Бєляєва — Ліза, подруга Тетяни (немає в титрах)
- Сергій Троїцький — епізод (немає в титрах)
- Серафима Холіна — епізод (немає в титрах)

## Знімальна група
- Режисер-постановник: Сергій Герасимов
- Автор сценарію: Марія Смирнова
- Оператор: Володимир Рапопорт
- Художники: Л. Іконнікова, Іван Степанов
- Художник по костюмах: Ельза Рапопорт
- Композитор: Микола Будашкін
- Звукорежисер: Микола Писарєв
- Монтаж: Лідія Жучкова

## Цікаві факти
- Під час зйомок немовля, що зображало дитини Олени, заснув, і плач новонародженої озвучила Клара Рум'янова.